# Оксихинолины
Оксихинолины (Oxyquinoline) — антибиотики, производные 8-оксихинолина.
Были популярны в 60-70-е годы XX века при лечении кишечных инфекций и инфекций мочевыводящих путей.
Оксихинолин также может использоваться для стабилизации перекиси водорода в косметических средствах.
При кишечных инфекциях широко применялись хлор-йод-оксихинолин (энтеросептол), дибром-оксихинолин (интестопан), мексаформ (комбинированный препарат). Препараты оказывают антибактериальное и антипротозойное действие. В их состав, кроме оксихинолиновых производных, входят поверхностноактивные вещества, усиливающие терапевтический эффект.
Однако, в связи с описанием тяжёлых нежелательных реакций, эти препараты в большинстве стран больше не применяются. При их длительном использовании возможно развитие подострой миелооптической нейропатии (SMON-синдром), которая проявляется тяжелыми периферическими полиневритами, атрофией зрительного нерва.